# Lerista stictopleura
Lerista stictopleura — вид сцинкоподібних ящірок родини сцинкових (Scincidae). Ендемік Австралії.

## Поширення і екологія
Lerista stictopleura мешкають в районі монолітного гірського масиву Огастус у Західній Австралії. Вони живуть в сухих чагарникових заростях, серед опалого листя і в ґрунті під хмизом.